# Mini-ITX

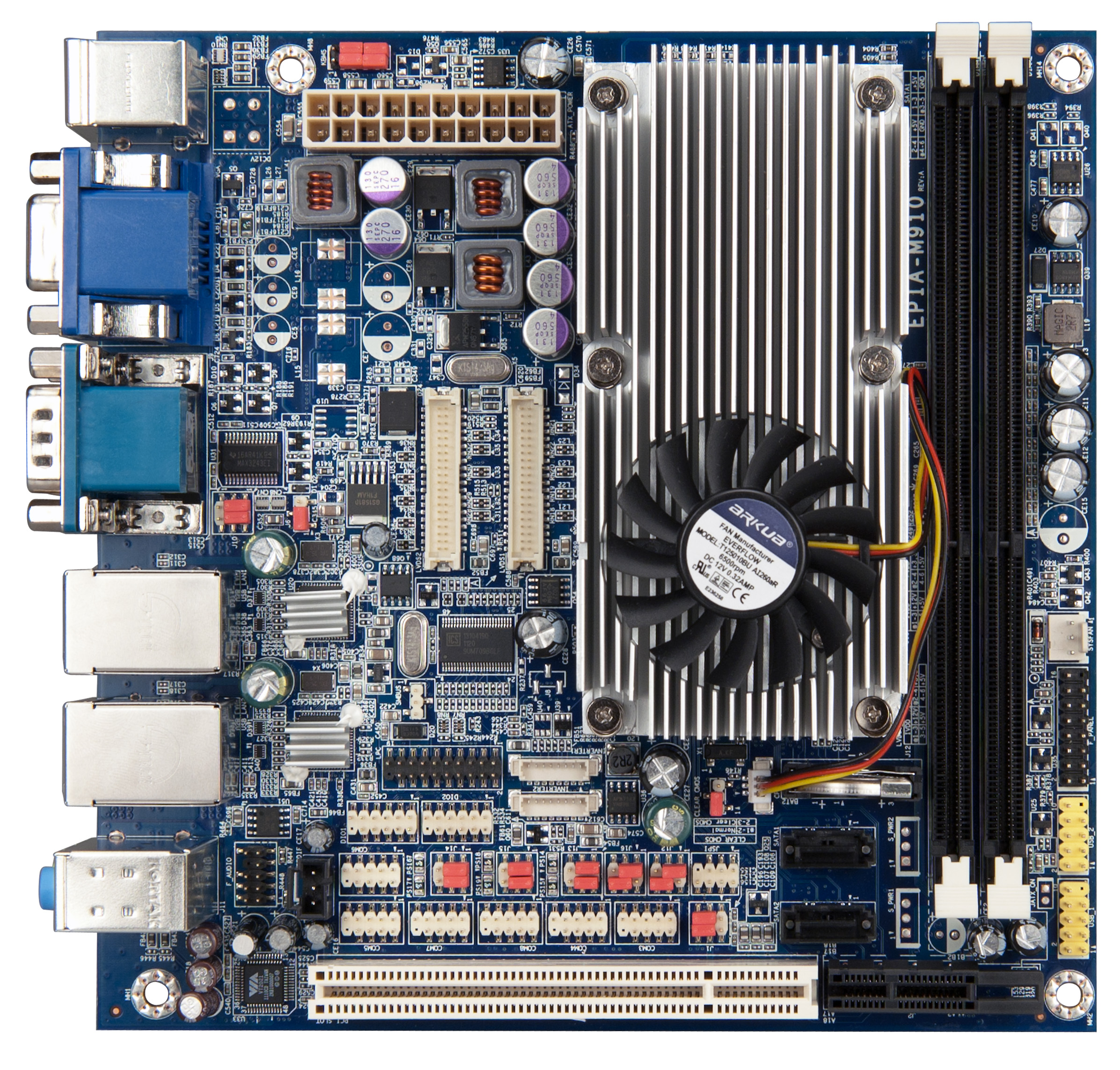
Una scheda madre VIA EPIA in formato Mini-ITX

Mini-ITX è un formato di scheda madre a basso consumo di 17 x 17 cm sviluppato da VIA Technologies.
La scheda Mini-ITX è leggermente più piccola della scheda Micro ATX e spesso è raffreddata passivamente (senza ventole) grazie ai bassi consumi, della scheda e del processore utilizzato.
Questo la rende appetibile per sistemi home theater, o dovunque i bassi consumi e la silenziosità siano importanti.
Oramai questo formato di schede è diventato uno standard, infatti la scelta è già molto ampia. Attualmente il mercato offre molte schede che supportano i processori delle maggiori case: VIA, Intel e AMD.